# Национальная электронная библиотека
Национа́льная электро́нная библиоте́ка (сокр. НЭБ) — проект Министерства культуры Российской Федерации, призванный предоставить пользователям Интернет доступ к оцифрованным документам, размещённым в российских библиотеках, музеях и архивах, в соответствии с требованиями Гражданского кодекса Российской федерации в отношении соблюдения авторских прав.
В фонде библиотеки находятся редкие издания, различные рукописи, диссертации, ноты, патенты, периодическая литература и многое другое. Пользователи имеют свободный доступ ко всем объектам НЭБ, включая охраняемые авторским правом. Также библиотека имеет мобильные приложения на операционных системах Android и iOS.

## История
Идея национальной электронной библиотеки возникала неоднократно. Но только к 2003 г. накопленный разнообразный и поучительный опыт локальных, отраслевых, корпоративных и общегосударственных автоматизированных систем привёл к началу воплощения этой идеи в жизнь. В 2003 году проект был инициирован двумя крупнейшими библиотеками страны: Российской национальной библиотекой (РНБ) и Российской государственной библиотекой (РГБ), которая обратилась в Министерство культуры России с инициативой по созданию электронной библиотеки. В 2004 г. на основе Концепции Электронной библиотеки РНБ, разработанной руководителем Сектора электронных ресурсов О. В. Барышевой, ведущими сотрудниками РГБ и РНБ была создана Концепция Национальной электронной библиотеки, утвержденная директорами двух национальных библиотек в рамках Совета сотрудничества РГБ-РНБ. В Концепции были обоснованы принципы и основные направления развития Национальной электронной библиотеки, призванной собирать, архивировать, описывать электронные документы, способствующие сохранению и развитию национальной науки и культуры, а также организация их общественного использования.
17 декабря 2008 года было объявлено о выполнении проекта.
В 2012 г. Министерство культуры РФ включило разработку НЭБ в качестве государственной системы в федеральную целевую программу «Культура России (2012—2018 годы)».
С 2013 года Министерство культуры приступило к развитию проекта, выделяя финансирование на создание технологической платформы, закупку авторских прав и оцифровку печатных книг.
Проект является лауреатом вики-премии «Свободные знания» (2016).
В феврале 2019 года Правительство России утвердило Положение о федеральной государственной информационной системе «Национальная электронная библиотека». Подписанным постановлением предусмотрено включение в НЭБ электронных копий 100 % российских изданий на правах обязательного экземпляра.

## Разработка и программное обеспечение
На разработку начального этапа программного обеспечения Российская государственная библиотека потратила до 12 млн рублей, объявив тендер для разработчиков.
Проект осуществлён совместно с компаниями «КРОК инкорпорейтед» и ЕМС. Проект запущен на базе блейд-серверов компании Hewlett-Packard. Используется система хранения данных компании EMC и система защищённого просмотра документов DefView.
| Год  | Финансирование от Минкультуры | Финансирование от РГБ |
| ---- | --- | --- |
| 2013 | - 115 027 500 на оцифровку, создание единой точки доступа к оцифрованным книгам и возможность чтения книг с портала госуслуг - 7 800 000 на разработку пилотной версии портала - 4 000 000 на разработку концепции распределенного хранения - 6 000 000 на создание пилотных площадок апробации модели публичной библиотеки на базе ресурсов и сервисов НЭБ - 5 000 000 на создание реестра книг в национальных библиотеках, свободных от авторских прав | 17 470 000 на поддержку ПО НЭБ РГБ и библиотеки диссертаций РГБ                                                                    |
| 2014 | - 7 200 000 для интеграции сводного каталога библиотек России в НЭБ - 4 645 000 на разработку методических рекомендаций по отбору книг для включения в НЭБ - 133 365 000 на разработку портала нэб.рф с системой защиты авторских прав - 4 365 000 на разработку мобильных приложений с системой защиты авторских прав - 7 968 800 на создание электронной библиотеки Калининградской областной научной библиотеки и её интеграции в НЭБ - 1 150 000 на подсистему самостоятельного сканирования НЭБ в читальных залах - 900 000 на оцифровку редких научных журналов - 139 000 000 на закупку 10 % издаваемых книг | |
| 2015 | - 2 850 000 на включение в НЭБ 300 книг в формате EPUB - 73 000 000 на продолжение разработки портала нэб.рф и создание подпроекта Библиотеки электронных книг (БЭК) - 102 000 000 на закупку 10 % издаваемых книг | 4 849 591 на техническое обслуживание аппаратно-программного комплекса, обеспечивающего работу национальной электронной библиотеки |
|      | | - 20 000 000 на приобретение изданий произведений науки, литературы и искусства - 65 685 110 на развитие НЭБ в 2016 году           |

## Статистика использования
| Книговыдача НЭБ | Количество обращений к документам читальных залов | Количество обращений к документам читальных залов | Количество обращений к документам читальных залов | Количество обращений к документам читальных залов | Количество обращений к документам читальных залов |
| Книговыдача НЭБ | Всего                                             | РГБ                                               | Вирт. РГБ                                         | Других библиотек                                  | Доступных всем                                    |
| --------------- | ------------------------------------------------- | ------------------------------------------------- | ------------------------------------------------- | ------------------------------------------------- | ------------------------------------------------- |
| 2012 год        | 1 968 405                                         | 320 764                                           | 742 977                                           | 116 390                                           | 788 274                                           |
| 2013 год        | 3 186 695                                         | 328 475                                           | 716 666                                           | 201 115                                           | 1 940 439                                         |
| 2014 год        | 3 506 507                                         | 283 502                                           | 550 208                                           | 193 782                                           | 2 479 015                                         |
| 2015 год        | 9 478 349                                         | 183 128                                           | 369 227                                           | 147 239                                           | 8 810 478                                         |

## Критика
Проект критикуют за отсутствие концепции проекта, идеологическую ориентацию на потребление контента находящегося под защитой авторских прав только в стенах библиотеки, закупку для проекта невостребованных книг, плохую видимость в глобальных поисковых сервисах, срыв сроков и неисполнение технических заданий.